# George Ford
George Thomas Ford (* 16. března 1993 Oldham) je anglický ragbista hrající na pozici útokové spojky za anglický klub Sale Sharks. V roce 2013 a 2022 vyhrál anglickou ligu, v obou případech jako hráč Leicesteru Tigers. V sezoně 2021/22 byl s 220 body nejproduktivnějším hráčem anglické ligy.  V roce 2012 vyhrál se stejným týmem Anglicko-Velšský pohár. V sezoně 2018/2019 byl s 221 body a v sezoně 2013/2014 s 250 body byl také nejproduktivnějším hráčem anglické soutěže. 
V roce 2015 si připsal v zápasech Six Nations 75 bodů a byl nejvíce bodujícím hráčem. V letech 2016, 2017 a 2020 se stal vítězem Six Nations. S reprezentací skončil druhý na MS 2019 a třetí na MS 2023. Mezi jeho památný okamžik patří tři drop góly během 10 minut a celkově 27 bodů v zápase MS 2023 proti Argentině, kterou Anglie porazila 27:10, i když hrála od třetí minuty až do konce zápasu v oslabení.